# Grive de Ward
Geokichla wardii
Espèce
Synonymes
- Zoothera ward(protonyme)

Statut de conservation UICN

 LC  : Préoccupation mineure
La Grive de Ward (Geokichla wardii) est une espèce de passereaux de la famille des Turdidae. Son nom vernaculaire est un hommage à S. N. Ward (1813-1897), un administrateur colonial britannique en Inde de 1832 à 1863.

## Description
Cette espèce mesure 18 à 20 cm pour une masse de 52 à 72 g.

## Distribution
La Grive de Ward niche dans le nord de l'Inde (Himalaya) et au Népal. Observée en migration dans le sud de l'Inde, elle hiverne probablement exclusivement au Sri Lanka.

## Nidification
Cet oiseau se reproduit de mai à juillet. Le nid est une coupe compacte constituée de mousses et de feuilles mortes.

## Sources
- del Hoyo J., Elliott A. & Christie D. (2005) Handbook of the Birds of the World, Volume 10, Cuckoo-shrikes to Thrushes. BirdLife International, Lynx Edicions, Barcelona, 895 p.